# Segundo García González
Segundo García González   (Balazote, 1958 - 18 de maig de 2021) era un dibuixant de còmics espanyol que signava amb el pseudònim Esegé. Estava adscrit a la malmesa tercera generació o generació del 70 de l'Escola Bruguera, al costat d'autors com els Germans Fresno's, Joan March o Rovira.
Esegé va iniciar la seva carrera professional en el TBO, on entre 1977 i 1979 va produir la secció Habichuela al costat de Paco Mir, Sirvent, Tha i T.P. Bigart. A partir de 1981, va continuar a Mortadelo la sèrie Neronius, que havia estat creada a Bèlgica com Résidus, tyran de Rome per Blareau i Pierre Guilmard. Va comptar amb la col·laboració de diversos guionistes com Jesús de Cos. Després del tancament de Bruguera, va treballar per a Garibolo de CGE (Tito Sidecar, Pomponius Triponum) i Zipi y Zape d'Edicions B (Don Pyme, Parsley). Ha publicat El Dinosaurio Jeremías a El Periódico de Catalunya i ha col·laborat també a obres col·lectives com Cien cómics con aspirina. La seva última sèrie va ser El Pequeño Quijote (2005) per a la revista infantil Mister K d'Edicions El Jueves.